# Beričevo
Beričevo je naselje v Občini Dol pri Ljubljani. S Črnučami in z Ježico je naselje ob delavnikih in sobotah povezano z redno avtobusno linijo mestnega prometa št. 21. Sredi vasi se nahaja nekdaj romarska cerkev Sv. Križa s podobo žalostne matere božje v oltarju iz 16. stoletja. 
Na drugem koncu je bil doma Jurij Flajšman, skladatelj iz 19. stoletja, kjer pred kmetijo, kjer se je rodil, stoji tudi njegov spomenik.